# Red (film 2010)
Red è un film del 2010 diretto da Robert Schwentke, basato sull'omonimo fumetto scritto da Warren Ellis e disegnato da Cully Hamner, pubblicato da DC Comics. Del cast fanno parte Bruce Willis, Mary-Louise Parker, Karl Urban, Helen Mirren, John Malkovich e Morgan Freeman.
Il sequel del film, intitolato Red 2, uscì nel 2013 ed è diretto da Dean Parisot.
L'acronimo R.E.D. nell'edizione originale ha il significato di Retired Extremely Dangerous (pensionato estremamente pericoloso), mentre nell'edizione italiana è diventato Reduce Estremamente Distruttivo.

## Trama
Frank Moses è un ex agente della CIA ora in pensione che vive una vita
tranquilla e solitaria a Cleveland. La sua routine viene interrotta solamente dal rapporto telefonico con una donna, Sarah, impiegata presso l'ufficio pensioni e contattata pretestuosamente da Frank ogni giorno. L'interesse tra i due è reciproco e da queste telefonate nasce un'affettuosa amicizia. Una notte, un commando di assassini dotati di equipaggiamento avanzato si presenta alla sua porta con l'intento di ucciderlo. Sopravvissuto all'imboscata e resosi conto di essere stato sorvegliato e che probabilmente anche la donna che ama è in pericolo, Moses raggiunge la donna e la porta con sé contro la sua volontà, legata e imbavagliata. Nel frattempo, William Cooper, agente della CIA, viene incaricato dal suo capo, Cynthia Wilkes, di uccidere Frank stesso.
Sarah, che rimane sedotta dalla vita avventurosa che si prospetta accanto a Frank, si unisce a lui nel piano di ricomporre la sua vecchia squadra, in un ultimo disperato tentativo di sopravvivenza; Frank, infatti, per scoprire chi lo tiene sotto tiro, va a New Orleans a far visita al suo mentore della CIA, Joe Matheson, il quale gli comunica che la stessa squadra di assassini aveva ucciso in precedenza una giornalista del New York Times. Dopo che Frank sventa un tentativo di rapimento ai danni di Sarah da parte di un agente travestito da poliziotto, Cooper li insegue, ma Frank, grazie ad uno stratagemma, inganna la polizia che arresta invece Cooper stesso. Frank e Sarah si dirigono quindi a New York, dove, indagando, trovano una lista di nomi nascosta dalla giornalista del NYT. Recatisi poi in Florida, i due cercano Marvin Boggs, altro vecchio amico di Frank e teorista paranoico, il quale dice loro che quelli inclusi nella lista nera, tra cui Frank e lo stesso Marvin, sono connessi a una missione segreta in Guatemala del 1981. L'ultimo componente della lista ancora in vita è un tale Gabriel Singer, secondo cui la missione era estradare un individuo da un villaggio guatemalteco. La CIA rintraccia il gruppo, e Singer viene ucciso senza poter rivelare altro.
Frank si trova alle strette ed è costretto a cercare l'aiuto di Ivan Simanov, agente segreto russo comandante del KGB negli Stati Uniti, che in cambio della promessa di un favore aiuta Frank a infiltrarsi negli archivi segreti del quartier generale della CIA, dove Henry, custode degli archivi, gli dà i file del Guatemala senza alcun problema. Frank affronta Cooper nel suo ufficio, con una feroce lotta dalla quale Frank esce vincitore ma ferito e riesce a scappare con la sua squadra rifugiandosi a casa di Victoria Winslow, anch'essa ex-agente della CIA, che si unisce a sua volta alla causa. Il file preso da Frank li porta ad Alexander Dunning, un trafficante d'armi. Joe si traveste come cliente gibutiano per il suo mercato nero e si presenta alla villa di Dunning con l'ausilio di Frank e Marvin, mentre Victoria e Sarah stanno di guardia. Durante l'interrogatorio, Dunning confessa che l'obiettivo della missione guatemalteca era di portare via Robert Stanton, all'epoca figlio di un senatore che ne aveva organizzato l'estradizione attraverso Dunning stesso. Stanton è ora diventato vicepresidente e volendo candidarsi per la Presidenza ha ordinato l'assassinio di tutti coloro che possono collegarlo a quel villaggio del Guatemala, che proprio lui all'epoca aveva fatto sterminare senza motivo in un raptus di follia omicida. D'improvviso, la FBI circonda la dimora di Dunning, con Cooper che prova a negoziare la resa di Frank, il quale però gli comunica del tradimento del vicepresidente. Joe, sapendo di avere un male terminale che gli lascia pochi mesi di vita, si propone di sacrificarsi fingendo di essere Frank, sapendo che, se non lo ucciderà Cooper, lo farà qualcun altro. Infatti, nonostante le rassicurazioni di incolumità di Cooper, Joe viene ucciso appena esce allo scoperto. Nella confusione che ne consegue Victoria aiuta la sua squadra a fuggire ma Sarah viene catturata. Frank, impaurito al pensiero che Sarah venga torturata dalla CIA telefona a Cooper dal suo stesso telefono di casa, minacciando di morte sua moglie e i suoi figli se verrà fatto del male a Sarah e lasciando in casa di Cooper il fascicolo sulla missione in Guatemala.
Così, la squadra di Frank Moses decide per uno scambio: useranno Stanton come ostaggio in cambio della vita di Sarah. Tuttavia, dopo aver rapito il vicepresidente ad un suo comizio per la candidatura alla presidenza, al punto di raduno si presenta Dunning, che ferisce gravemente Stanton e si rivela essere il vero mandante di tutti gli assassinii. Cooper, disgustato dalla corruzione della Wilkes, che gli offre la direzione della CIA in cambio della sua cooperazione, finge di arrestare Frank e spara alla Wilkes stessa. Questo dà il via libera alla squadra: Marvin e Victoria uccidono le guardie del corpo di Dunning, e Frank uccide di persona Dunning spezzandogli la trachea. Cooper, riconoscente, lascia la squadra di Frank in pace. Ma quando tutto sembra risolto, Ivan ricorda a tutti di avere un favore da riscuotere e Sarah si propone di accompagnare Frank nella nuova missione.
Alcuni mesi dopo, Frank spinge su una carrozzina Marvin vestito da donna, mentre entrambi stanno fuggendo dalle truppe moldave con un congegno nucleare che hanno rubato.

## Produzione
Nel giugno del 2008 la Summit Entertainment ha annunciato l'intenzione di adattare per il grande schermo Red, miniserie ideata da Warren Ellis. Red è stato sceneggiato dai fratelli Erich e Jon Hoeber, già autori dello script di Whiteout - Incubo bianco. Il film è incentrato sull'idea di un ex agente della CIA, non più giovanissimo, che si trova a lottare con agenti più giovani e in forma, che utilizzano tecniche e tecnologie moderne. Il progetto è prodotto da Lorenzo di Bonaventura.
Nell'aprile del 2009 Bruce Willis era in trattativa per il ruolo del protagonista, mentre ad agosto il regista tedesco Robert Schwentke ha comunicato il suo ingaggio per dirigere la pellicola. Nei mesi successivi si sono aggiunte al cast le attrici Helen Mirren e Mary-Louise Parker. Per unirsi al cast era in trattativa anche l'attore John C. Reilly, che avrebbe dovuto interpretare un ex agente della CIA paranoico, ma la trattativa non andò a buon fine.
Dopo che la Summit Entertainment stabilì l'uscita nelle sale del film per l'ottobre 2010, al cast si unirono James Remar, Karl Urban e John Malkovich, quest'ultimo nel ruolo inizialmente previsto per Reilly.

### Riprese
Le riprese del film sono iniziate il 18 gennaio 2010 a Toronto, Canada, e si sono svolte fuori e dentro l'area metropolitana per un periodo di nove settimane. In marzo la produzione si è spostata a New Orleans per le ultime due settimane di riprese, che sono iniziate il 31 marzo nel quartiere francese della città.

## Distribuzione
Il film è stato presentato in anteprima al Austin Fantastic Fest il 29 settembre 2010, poi è stato distribuito nelle sale cinematografiche statunitensi il 15 ottobre 2010. In Italia il film è stato distribuito da Medusa Film l'11 maggio 2011.

## Accoglienza
Il film ha incassato 90380162 $ in Nordamerica e 108626225 $ nel resto del mondo, per un totale di 199006387 $.

## Riconoscimenti
- 2011 - Golden Globe
  - Candidatura Miglior film commedia o musicale
- 2011 - Saturn Award
  - Candidatura Miglior film d'azione/di avventura
  - Candidatura Miglior attore non protagonista a John Malkovich
  - Candidatura Miglior attrice non protagonista a Helen Mirren
- 2010 - Satellite Award
  - Candidatura Miglior film commedia o musicale
  - Candidatura Miglior attore in un film commedia o musicale a John Malkovich
  - Candidatura Miglior attrice in un film commedia o musicale a Mary-Louise Parker
- 2010 - Critics' Choice Movie Award
  - Candidatura Miglior film d'azione
- 2011 - Artios Award
  - Miglior casting per un film commedia
- 2011 - NAACP Image Award
  - Candidatura Miglior attore protagonista a Morgan Freeman